# Lista de episódios de Doctor Who (2005–presente)
Esta é a lista de episódios de Doctor Who, uma série de ficção científica britânica produzida pela British Broadcasting Corporation (BBC) desde 1963. Criado por Sydney Newman, C. E. Webber e Donald Wilson, o programa mostra as aventuras de um Senhor do Tempo chamado de "O Doutor", um ser extraterrestre do planeta Gallifrey. Ele explora o universo em sua TARDIS, uma máquina do tempo com a qual ele que viaja pelo espaço e cujo exterior se assemelha a uma cabine policial britânica dos anos 1960. Junto com seus acompanhantes, o Doutor combate uma variedade de inimigos enquanto trabalha para salvar civilizações e ajudar pessoas necessitadas.
O programa estreou em 23 de novembro de 1963, quando foi transmitido o primeiro episódio da história An Unearthly Child. Nesta época, cada história era composta por vários episódios que eram exibidos semanalmente. Durante sua primeira fase, Doctor Who foi transmitido ininterruptamente até 1989, totalizando 26 temporadas. Após isso, entrou em hiato, até que sete anos mais tarde, em 1996, um telefilme produzido pela BBC Worldwide, Universal Studios, 20th Century Fox e Fox tentou retomar a série, mas devido à baixa audiência no Reino Unido, a ideia foi descontinuada. Russell T Davies conseguiu trazer Doctor Who de volta em 2005, modernizando os elementos do show para o século XXI. Desde então, 15 temporadas já foram produzidas.
Como a BBC não tinha uma política de preservação de imagens até 1978, 97 episódios dos anos 1960 estão perdidos, resultando em 26 histórias incompletas. Apesar disso, ainda existem gravações de áudio e algumas delas foram reconstruídas ou transformadas em animações. Adicionalmente, algumas histórias não foram filmadas ou não foram exibidas por motivos distintos, como é o caso de Shada, que teve as filmagens interrompidas por causa de uma greve na BBC.

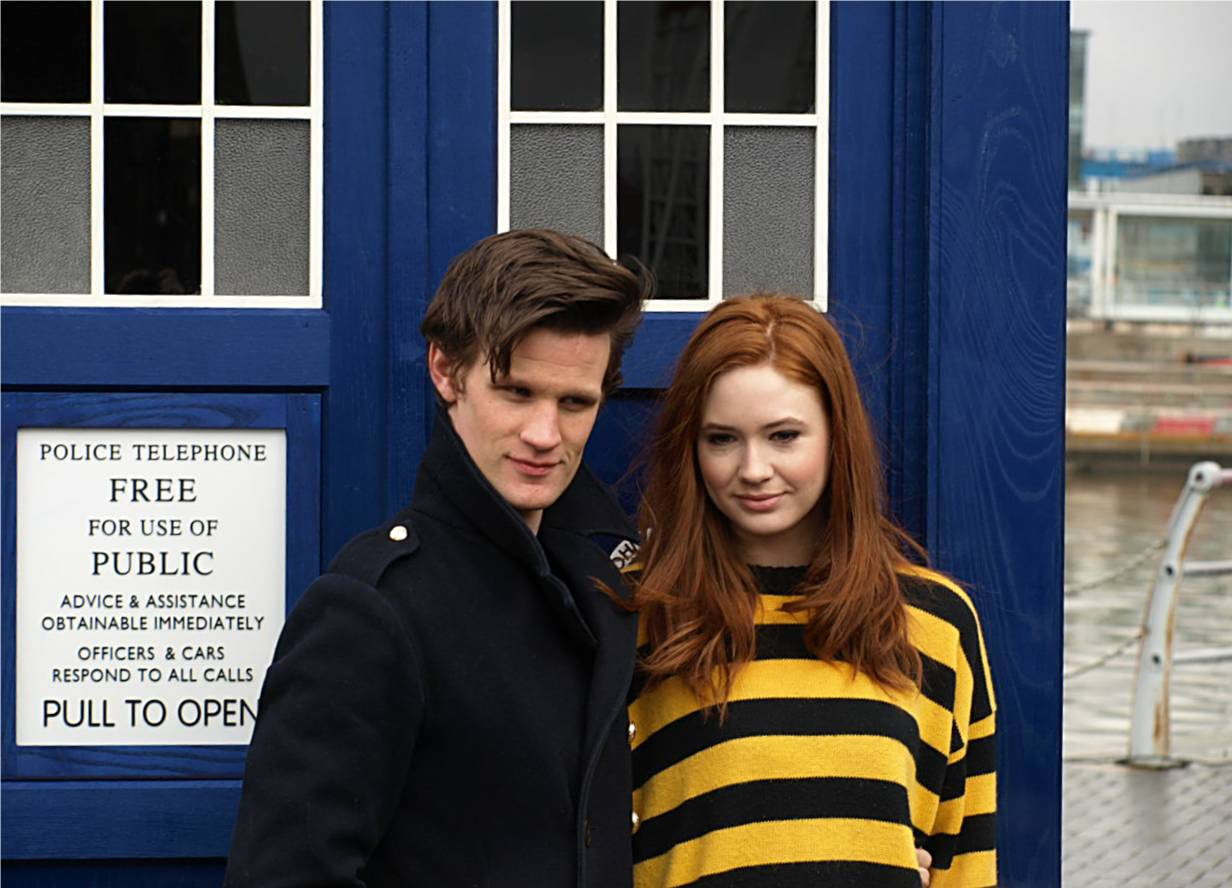
Matt Smith como o Décimo primeiro Doutor e Karen Gillan como Amy Pond, com a TARDIS ao fundo. O Doutor, seus acompanhantes e a TARDIS são os elementos principais da série desde sua estreia em 1963.

A seguir apresenta-se os episódios da era "moderna" do programa, exibidos a partir de 2005.

## Resumo
| Série moderna |                        |                         |    |    |    |                        |                        |       |       |
|               | 1.ª temporada          | Nono Doutor             | 10 | 13 | 13 | 26 de março de 2005    | 18 de junho de 2005    | 10,81 | 6,91  |
|               | 2.ª temporada          | Décimo Doutor           | 10 | 13 | 13 | 15 de abril de 2006    | 8 de julho de 2006     | 8,62  | 8,22  |
|               | 3.ª temporada          | Décimo Doutor           | 9  | 13 | 13 | 31 de março de 2007    | 30 de junho de 2007    | 8,71  | 8,61  |
|               | 4.ª temporada          | Décimo Doutor           | 10 | 13 | 13 | 5 de abril de 2008     | 5 de julho de 2008     | 9,14  | 10,57 |
|               | Especiais de 2008-2010 | Décimo Doutor           | 4  | 5  | 5  | 25 de dezembro de 2008 | 1 de janeiro de 2010   | 13,10 | 12,27 |
|               | 5.ª temporada          | Décimo primeiro Doutor  | 10 | 13 | 13 | 3 de abril de 2010     | 26 de junho de 2010    | 10,09 | 6,70  |
|               | 6.ª temporada          | Décimo primeiro Doutor  | 11 | 13 | 13 | 23 de abril de 2011    | 1 de outubro de 2011   | 8,86  | 7,67  |
|               | 7.ª temporada          | Décimo primeiro Doutor  | 13 | 13 | 13 | 1 de setembro de 2012  | 18 de maio de 2013     | 8,33  | 7,45  |
|               | Especiais de 2013      | Décimo primeiro Doutor  | 2  | 2  | 2  | 23 de novembro de 2013 | 25 de dezembro de 2013 | 12,80 | 11,14 |
|               | 8.ª temporada          | Décimo segundo Doutor   | 11 | 12 | 12 | 23 de agosto de 2014   | 8 de novembro de 2014  | 9,17  | 7,60  |
|               | 9.ª temporada          | Décimo segundo Doutor   | 9  | 12 | 12 | 19 de setembro de 2015 | 5 de dezembro de 2015  | 6,54  | 6,17  |
|               | 10.ª temporada         | Décimo segundo Doutor   | 11 | 12 | 12 | 15 de abril de 2017    | 1 de julho de 2017     | 6,68  | 5,30  |
|               | 11.ª temporada         | Décima terceira Doutora | 10 | 10 | 10 | 7 de outubro de 2018   | 9 de dezembro de 2018  | 10,96 | 6,65  |
|               | 12.ª temporada         | Décima terceira Doutora | 8  | 10 | 10 | 1 de janeiro de 2020   | 1 de março de 2020     | 6,89  | 4,69  |
|               | 13.ª temporada (Flux)  | Décima terceira Doutora | 1  | 6  | 6  | 31 de outubro de 2021  | 5 de dezembro de 2021  | 5,81  | 4,64  |
|               | Especiais de 2022      | Décima terceira Doutora | 3  | 3  | 3  | 1 de janeiro de 2022   | 23 de outubro de 2022  | 4,40  | 5,30  |
|               | Especiais de 2023      | Décimo quarto Doutor    | 3  | 3  | 3  | 25 de novembro de 2023 | 9 de dezembro de 2023  | 7,61  | 6,85  |
|               | 14.ª temporada         | Décimo quinto Doutor    | 7  | 8  | 8  | 11 de maio de 2024     | 22 de junho de 2024    | 4,01  | 3,69  |
|               | 15.ª temporada         | Décimo quinto Doutor    | 7  | 8  | 8  | 12 de abril de 2025    | 31 de maio de 2025     | 3,57  | 3,44  |

## Episódios

### Nono Doutor

#### 1.ª temporada (2005)
| História | Episódio | Título                                                  | Dirigido por | Escrito por      | Exibição original   | Cód. de produção | Audiência no Reino Unido (milhões) | AI |
| -------- | -------- | ------------------------------------------------------- | ------------ | ---------------- | ------------------- | ---------------- | ---------------------------------- | -- |
| 157      | 1        | "Rose"                                                  | Keith Boak   | Russell T Davies | 25 de março de 2005 | 1.1              | 10,81                              | 81 |
| 158      | 2        | "The End of the World" "O Fim do Mundo"                 | Euros Lyn    | Russell T Davies | 2 de abril de 2005  | 1.2              | 7,97                               | 79 |
| 159      | 3        | "The Unquiet Dead" "Os Mortos Inquietos"                | Euros Lyn    | Mark Gatiss      | 9 de abril de 2005  | 1.3              | 8,86                               | 80 |
| 160a     | 4        | "Aliens of London" "Alienígenas de Londres"             | Keith Boak   | Russell T Davies | 16 de abril de 2005 | 1.4              | 7,63                               | 81 |
| 160b     | 5        | "World War Three" "Terceira Guerra Mundial"             | Keith Boak   | Russell T Davies | 23 de abril de 2005 | 1.5              | 7,98                               | 82 |
| 161      | 6        | "Dalek"                                                 | Joe Ahearne  | Robert Shearman  | 30 de abril de 2005 | 1.6              | 8,63                               | 84 |
| 162      | 7        | "The Long Game" "O Longo Jogo"                          | Brian Grant  | Russell T Davies | 7 de maio de 2005   | 1.7              | 8,01                               | 81 |
| 163      | 8        | "Father's Day" "Dia do Pai"                             | Joe Ahearne  | Paul Cornell     | 14 de maio de 2005  | 1.8              | 8,06                               | 83 |
| 164a     | 9        | "The Empty Child" "A Criança Vazia"                     | James Hawes  | Steven Moffat    | 21 de maio de 2005  | 1.9              | 7,11                               | 84 |
| 164b     | 10       | "The Doctor Dances" "O Doutor Dança"                    | James Hawes  | Steven Moffat    | 28 de maio de 2005  | 1.10             | 6,86                               | 85 |
| 165      | 11       | "Boom Town" "Cidade do Boom"                            | Joe Ahearne  | Russell T Davies | 4 de junho de 2005  | 1.11             | 7,68                               | 82 |
| 166a     | 12       | "Bad Wolf" "Lobo Mau"                                   | Joe Ahearne  | Russell T Davies | 11 de junho de 2005 | 1.12             | 6,81                               | 85 |
| 166b     | 13       | "The Parting of the Ways" "Seguindo Caminhos Separados" | Joe Ahearne  | Russell T Davies | 18 de junho de 2005 | 1.13             | 6,91                               | 89 |

### Décimo Doutor

#### 2.ª temporada (2006)
| Especial  |    |                                                   |               |                  |                        |      |      |    |
| 167       | —  | "The Christmas Invasion" "A Invasão do Natal"     | James Hawes   | Russell T Davies | 25 de dezembro de 2005 | 2.X  | 9,84 | 84 |
| Temporada |    |                                                   |               |                  |                        |      |      |    |
| 168       | 1  | "New Earth" "Nova Terra"                          | James Hawes   | Russell T Davies | 15 de abril de 2006    | 2.1  | 8,62 | 85 |
| 169       | 2  | "Tooth and Claw" "Dente e Garra"                  | Euros Lyn     | Russell T Davies | 22 de abril de 2006    | 2.2  | 9,24 | 83 |
| 170       | 3  | "School Reunion" "Reunião Escolar"                | James Hawes   | Toby Whithouse   | 29 de abril de 2006    | 2.3  | 8,31 | 85 |
| 171       | 4  | "The Girl in the Fireplace" "A Garota na Lareira" | Euros Lyn     | Steven Moffat    | 6 de maio de 2006      | 2.4  | 7,90 | 84 |
| 172a      | 5  | "Rise of the Cybermen" "A Ascensão dos Cyborgues" | Graeme Harper | Tom MacRae       | 13 de maio de 2006     | 2.5  | 9,22 | 86 |
| 172b      | 6  | "The Age of Steel" "A Era do Aço"                 | Graeme Harper | Tom MacRae       | 20 de maio de 2006     | 2.6  | 7,63 | 86 |
| 173       | 7  | "The Idiot's Lantern" "A Lanterna dos Idiotas"    | Euros Lyn     | Mark Gatiss      | 27 de maio de 2006     | 2.7  | 6,76 | 84 |
| 174a      | 8  | "The Impossible Planet" "O Planeta Impossível"    | James Strong  | Matt Jones       | 3 de junho de 2006     | 2.8  | 6,32 | 85 |
| 174b      | 9  | "The Satan Pit" "O Abismo do Demônio"             | James Strong  | Matt Jones       | 10 de junho de 2006    | 2.9  | 6,08 | 86 |
| 175       | 10 | "Love & Monsters" "Amor e Monstros"               | Dan Zeff      | Russell T Davies | 17 de junho de 2006    | 2.10 | 6,66 | 76 |
| 176       | 11 | "Fear Her" "Tenha Medo Dela"                      | Euros Lyn     | Matthew Graham   | 24 de junho de 2006    | 2.11 | 7,14 | 83 |
| 177a      | 12 | "Army of Ghosts" "O Exército de Fantasmas"        | Graeme Harper | Russell T Davies | 1 de julho de 2006     | 2.12 | 8,19 | 86 |
| 177b      | 13 | "Doomsday" "O Juízo Final"                        | Graeme Harper | Russell T Davies | 8 de julho de 2006     | 2.13 | 8,22 | 89 |

#### 3.ª temporada (2007)
| Especial  |    |                                                           |                  |                   |                        |      |      |    |
| 178       | —  | "The Runaway Bride" "A Noiva em Fuga"                     | Euros Lyn        | Russell T Davies  | 25 de dezembro de 2006 | 3.X  | 9,35 | 84 |
| Temporada |    |                                                           |                  |                   |                        |      |      |    |
| 179       | 1  | "Smith and Jones" "Smith e Jones"                         | Charles Palmer   | Russell T Davies  | 31 de março de 2007    | 3.1  | 8,71 | 88 |
| 180       | 2  | "The Shakespeare Code" "O Código Shakespeare"             | Charles Palmer   | Gareth Roberts    | 7 de abril de 2007     | 3.2  | 7,23 | 87 |
| 181       | 3  | "Gridlock" "Congestionamento"                             | Richard Clark    | Russell T Davies  | 14 de abril de 2007    | 3.3  | 8,41 | 85 |
| 182a      | 4  | "Daleks in Manhattan" "Daleks em Manhattan"               | James Strong     | Helen Raynor      | 21 de abril de 2007    | 3.4  | 6,69 | 86 |
| 182b      | 5  | "Evolution of the Daleks" "Evolução dos Daleks"           | James Strong     | Helen Raynor      | 28 de abril de 2007    | 3.5  | 6,97 | 85 |
| 183       | 6  | "The Lazarus Experiment" "O Experimento Lázaro"           | Richard Clark    | Stephen Greenhorn | 5 de maio de 2007      | 3.6  | 7,19 | 86 |
| 184       | 7  | "42"                                                      | Graeme Harper    | Chris Chibnall    | 19 de maio de 2007     | 3.7  | 7,41 | 85 |
| 185a      | 8  | "Human Nature" "Natureza Humana"                          | Charles Palmer   | Paul Cornell      | 26 de maio de 2007     | 3.8  | 7,74 | 86 |
| 185b      | 9  | "The Family of Blood" "A Família de Sangue"               | Charles Palmer   | Paul Cornell      | 2 de junho de 2007     | 3.9  | 7,21 | 86 |
| 186       | 10 | "Blink" "Não Pisque"                                      | Hettie MacDonald | Steven Moffat     | 9 de junho de 2007     | 3.10 | 6,62 | 87 |
| 187a      | 11 | "Utopia"                                                  | Graeme Harper    | Russell T Davies  | 16 de junho de 2007    | 3.11 | 7,84 | 87 |
| 187b      | 12 | "The Sound of Drums" "O Som dos Tambores"                 | Colin Teague     | Russell T Davies  | 23 de junho de 2007    | 3.12 | 7,51 | 87 |
| 187c      | 13 | "Last of the Time Lords" "O Último dos Senhores do Tempo" | Colin Teague     | Russell T Davies  | 30 de junho de 2007    | 3.13 | 8,61 | 88 |

#### 4.ª temporada (2008)
| Especial  |    |                                                    |                   |                   |                        |      |       |    |
| 188       | —  | "Voyage of the Damned" "A Viagem dos Condenados"   | James Strong      | Russell T Davies  | 25 de dezembro de 2007 | 4X   | 13,31 | 86 |
| Temporada |    |                                                    |                   |                   |                        |      |       |    |
| 189       | 1  | "Partners in Crime" "Parceiros no Crime"           | James Strong      | Russell T Davies  | 5 de abril de 2008     | 4.1  | 9,14  | 88 |
| 190       | 2  | "The Fires of Pompeii" "Os Fogos de Pompéia"       | Colin Teague      | James Moran       | 12 de abril de 2008    | 4.3  | 9,04  | 87 |
| 191       | 3  | "Planet of the Ood" "Planeta dos Ood"              | Graeme Harper     | Keith Temple      | 19 de abril de 2008    | 4.2  | 7,50  | 87 |
| 192a      | 4  | "The Sontaran Stratagem" "O Estratagema Sontaran"  | Douglas Mackinnon | Helen Raynor      | 26 de abril de 2008    | 4.4  | 7,06  | 87 |
| 192b      | 5  | "The Poison Sky" "O Céu Envenenado"                | Douglas Mackinnon | Helen Raynor      | 3 de maio de 2008      | 4.5  | 6,53  | 88 |
| 193       | 6  | "The Doctor's Daughter" "A Filha do Doutor"        | Alice Troughton   | Stephen Greenhorn | 10 de maio de 2008     | 4.6  | 7,33  | 88 |
| 194       | 7  | "The Unicorn and the Wasp" "O Unicórnio e a Vespa" | Graeme Harper     | Gareth Roberts    | 17 de maio de 2008     | 4.7  | 8,41  | 86 |
| 195a      | 8  | "Silence in the Library" "Silêncio na Biblioteca"  | Euros Lyn         | Steven Moffat     | 31 de maio de 2008     | 4.9  | 6,27  | 89 |
| 195b      | 9  | "Forest of the Dead" "Floresta dos Mortos"         | Euros Lyn         | Steven Moffat     | 7 de junho de 2008     | 4.10 | 7,84  | 89 |
| 196       | 10 | "Midnight" "Meia-Noite"                            | Alice Troughton   | Russell T Davies  | 14 de junho de 2008    | 4.8  | 8,05  | 86 |
| 197       | 11 | "Turn Left" "Vire à Esquerda"                      | Graeme Harper     | Russell T Davies  | 21 de junho de 2008    | 4.11 | 8,09  | 88 |
| 198a      | 12 | "The Stolen Earth" "A Terra Roubada"               | Graeme Harper     | Russell T Davies  | 28 de junho de 2008    | 4.12 | 8,78  | 91 |
| 198b      | 13 | "Journey's End" "O Fim da Jornada"                 | Graeme Harper     | Russell T Davies  | 5 de julho de 2008     | 4.13 | 10,57 | 91 |

#### Especiais de 2008-2010
| História | Episódio | Título                                                     | Dirigido por  | Escrito por                       | Exibição original      | Cód. de produção | Audiência no Reino Unido (milhões) | AI |
| -------- | -------- | ---------------------------------------------------------- | ------------- | --------------------------------- | ---------------------- | ---------------- | ---------------------------------- | -- |
| 199      | 1        | "The Next Doctor" "O Próximo Doutor"                       | Andy Goddard  | Russell T Davies                  | 25 de dezembro de 2008 | 4.14             | 13,10                              | 86 |
| 200      | 2        | "Planet of the Dead" "Planeta dos Mortos"                  | James Strong  | Russell T Davies e Gareth Roberts | 11 de abril de 2009    | 4.15             | 9,75                               | 88 |
| 201      | 3        | "The Waters of Mars" "As Águas de Marte"                   | Graeme Harper | Russell T Davies e Phil Ford      | 15 de novembro de 2009 | 4.16             | 10,32                              | 88 |
| 202a     | 4        | "The End of Time – Part One" "O Fim do Tempo – Parte Um"   | Euros Lyn     | Russell T Davies                  | 25 de dezembro de 2009 | 4.17             | 12,04                              | 87 |
| 202b     | 5        | "The End of Time – Part Two" "O Fim do Tempo – Parte Dois" | Euros Lyn     | Russell T Davies                  | 1 de janeiro de 2010   | 4.18             | 12,27                              | 89 |

### Décimo primeiro Doutor

#### 5.ª temporada (2010)
| História | Episódio | Título                                           | Dirigido por       | Escrito por    | Exibição original   | Cód. de produção | Audiência no Reino Unido (milhões) | AI |
| -------- | -------- | ------------------------------------------------ | ------------------ | -------------- | ------------------- | ---------------- | ---------------------------------- | -- |
| 203      | 1        | "The Eleventh Hour" "A Décima Primeira Hora"     | Adam Smith         | Steven Moffat  | 3 de abril de 2010  | 1.1              | 10,09                              | 86 |
| 204      | 2        | "The Beast Below" "A Besta de Baixo"             | Andrew Gunn        | Steven Moffat  | 10 de abril de 2010 | 1.2              | 8,42                               | 86 |
| 205      | 3        | "Victory of the Daleks" "A Vitória dos Daleks"   | Andrew Gunn        | Mark Gatiss    | 17 de abril de 2010 | 1.3              | 8,21                               | 84 |
| 206a     | 4        | "The Time of Angels" "O Tempo dos Anjos"         | Adam Smith         | Steven Moffat  | 24 de abril de 2010 | 1.4              | 8,59                               | 87 |
| 206b     | 5        | "Flesh and Stone" "Carne e Pedra"                | Adam Smith         | Steven Moffat  | 1 de maio de 2010   | 1.5              | 8,50                               | 86 |
| 207      | 6        | "The Vampires of Venice" "Os Vampiros de Veneza" | Jonny Campbell     | Toby Whithouse | 8 de maio de 2010   | 1.6              | 7,68                               | 86 |
| 208      | 7        | "Amy's Choice" "A Escolha de Amy"                | Catherine Morshead | Simon Nye      | 15 de maio de 2010  | 1.7              | 7,55                               | 84 |
| 209a     | 8        | "The Hungry Earth" "A Terra Faminta"             | Ashley Way         | Chris Chibnall | 22 de maio de 2010  | 1.8              | 6,49                               | 86 |
| 209b     | 9        | "Cold Blood" "Sangue Frio"                       | Ashley Way         | Chris Chibnall | 29 de maio de 2010  | 1.9              | 7,49                               | 85 |
| 210      | 10       | "Vincent and the Doctor" "Vincent e o Doutor"    | Jonny Campbell     | Richard Curtis | 5 de junho de 2010  | 1.10             | 6,76                               | 86 |
| 211      | 11       | "The Lodger" "O Inquilino"                       | Catherine Morshead | Gareth Roberts | 12 de junho de 2010 | 1.11             | 6,44                               | 87 |
| 212a     | 12       | "The Pandorica Opens" "A Pandorica Se Abre"      | Toby Haynes        | Steven Moffat  | 19 de junho de 2010 | 1.12             | 7,57                               | 88 |
| 212b     | 13       | "The Big Bang" "O Big Bang"                      | Toby Haynes        | Steven Moffat  | 26 de junho de 2010 | 1.13             | 6,70                               | 89 |

#### 6.ª temporada (2011)
| Especial |    |                                                            |                |                  |                        |      |       |    |
| 213      | —  | "A Christmas Carol" "Um Conto de Natal"                    | Toby Haynes    | Steven Moffat    | 25 de dezembro de 2010 | 2.X  | 12,11 | 83 |
| Parte 1  |    |                                                            |                |                  |                        |      |       |    |
| 214a     | 1  | "The Impossible Astronaut" "O Astronauta Impossível"       | Toby Haynes    | Steven Moffat    | 23 de abril de 2011    | 2.1  | 8,86  | 88 |
| 214b     | 2  | "Day of the Moon" "O Dia da Lua"                           | Toby Haynes    | Steven Moffat    | 30 de abril de 2011    | 2.2  | 7,30  | 87 |
| 215      | 3  | "The Curse of the Black Spot" "A Maldição da Mancha Negra" | Jeremy Webb    | Stephen Thompson | 7 de maio de 2011      | 2.9  | 7,85  | 86 |
| 216      | 4  | "The Doctor's Wife" "A Esposa do Doutor"                   | Richard Clark  | Neil Gaiman      | 14 de maio de 2011     | 2.3  | 7,97  | 87 |
| 217a     | 5  | "The Rebel Flesh" "A Carne Rebelde"                        | Julian Simpson | Matthew Graham   | 21 de maio de 2011     | 2.5  | 7,35  | 85 |
| 217b     | 6  | "The Almost People" "As Quase Pessoas"                     | Julian Simpson | Matthew Graham   | 28 de maio de 2011     | 2.6  | 6,72  | 86 |
| 218      | 7  | "A Good Man Goes to War" "Um Homem Bom vai à Guerra"       | Peter Hoar     | Steven Moffat    | 4 de junho de 2011     | 2.7  | 7,51  | 88 |
| Parte 2  |    |                                                            |                |                  |                        |      |       |    |
| 219      | 8  | "Let's Kill Hitler" "Vamos Matar Hitler"                   | Richard Senior | Steven Moffat    | 27 de agosto de 2011   | 2.8  | 8,10  | 85 |
| 220      | 9  | "Night Terrors" "Terrores Noturnos"                        | Richard Clark  | Mark Gatiss      | 3 de setembro de 2011  | 2.4  | 7,07  | 86 |
| 221      | 10 | "The Girl Who Waited" "A Garota que Esperou"               | Nick Hurran    | Tom MacRae       | 10 de setembro de 2011 | 2.10 | 7,60  | 85 |
| 222      | 11 | "The God Complex" "O Complexo de Deus"                     | Nick Hurran    | Toby Whithouse   | 17 de setembro de 2011 | 2.11 | 6,77  | 86 |
| 223      | 12 | "Closing Time" "Época de Encerramento"                     | Steve Hughes   | Gareth Roberts   | 24 de setembro de 2011 | 2.12 | 6,93  | 86 |
| 224      | 13 | "The Wedding of River Song" "O Casamento de River Song"    | Jeremy Webb    | Steven Moffat    | 1 de outubro de 2011   | 2.13 | 7,67  | 86 |

#### 7.ª temporada (2012–2013)
| Especial (2011) |    |                                                                               |                    |                  |                        |       |    |
| 225             | —  | "The Doctor, the Widow and the Wardrobe" "O Doutor, A Viúva e o Guarda-Roupa" | Farren Blackburn   | Steven Moffat    | 25 de dezembro de 2011 | 10,77 | 84 |
| Parte 1         |    |                                                                               |                    |                  |                        |       |    |
| 226             | 1  | "Asylum of the Daleks" "Asilo dos Daleks"                                     | Nick Hurran        | Steven Moffat    | 1 de setembro de 2012  | 8,33  | 89 |
| 227             | 2  | "Dinosaurs on a Spaceship" "Dinossauros em uma Espaçonave"                    | Saul Metzstein     | Chris Chibnall   | 8 de setembro de 2012  | 7,57  | 87 |
| 228             | 3  | "A Town Called Mercy" "Uma Cidade Chamada Misericórdia"                       | Saul Metzstein     | Toby Whithouse   | 15 de setembro de 2012 | 8,42  | 85 |
| 229             | 4  | "The Power of Three" "O Poder dos Três"                                       | Douglas Mackinnon  | Chris Chibnall   | 22 de setembro de 2012 | 7,67  | 87 |
| 230             | 5  | "The Angels Take Manhattan" "Os Anjos Dominam Manhattan"                      | Nick Hurran        | Steven Moffat    | 29 de setembro de 2012 | 7,82  | 88 |
| Especial (2012) |    |                                                                               |                    |                  |                        |       |    |
| 231             | —  | "The Snowmen" "O Boneco de Neve"                                              | Saul Metzstein     | Steven Moffat    | 25 de dezembro de 2012 | 9,87  | 87 |
| Parte 2         |    |                                                                               |                    |                  |                        |       |    |
| 232             | 6  | "The Bells of Saint John" "Os Sinos de Saint John"                            | Colm McCarthy      | Steven Moffat    | 30 de março de 2013    | 8,44  | 87 |
| 233             | 7  | "The Rings of Akhaten" "Os Anéis de Arkhaten"                                 | Farren Blackburn   | Neil Cross       | 6 de abril de 2013     | 7,45  | 84 |
| 234             | 8  | "Cold War" "Guerra Fria"                                                      | Douglas Mackinnon  | Mark Gatiss      | 13 de abril de 2013    | 7,37  | 84 |
| 235             | 9  | "Hide" "Oculto"                                                               | Jamie Payne        | Neil Cross       | 20 de abril de 2013    | 6,61  | 85 |
| 236             | 10 | "Journey to the Centre of the TARDIS" "Jornada ao Centro da TARDIS"           | Mat King           | Stephen Thompson | 27 de abril de 2013    | 6,50  | 85 |
| 237             | 11 | "The Crimson Horror" "O Horror de Crimson"                                    | Saul Metzstein     | Mark Gatiss      | 4 de maio de 2013      | 6,47  | 85 |
| 238             | 12 | "Nightmare in Silver" "O Pesadelo de Metal"                                   | Stephen Woolfenden | Neil Gaiman      | 11 de maio de 2013     | 6,64  | 84 |
| 239             | 13 | "The Name of the Doctor" "O Nome do Doutor"                                   | Saul Metzstein     | Steven Moffat    | 18 de maio de 2013     | 7,45  | 88 |

#### Especiais de 2013
| História | Episódio | Título                                      | Dirigido por | Escrito por   | Exibição original      | Audiência no Reino Unido (milhões) | AI |
| -------- | -------- | ------------------------------------------- | ------------ | ------------- | ---------------------- | ---------------------------------- | -- |
| 240      | 1        | "The Day of the Doctor" "O Dia do Doutor"   | Nick Hurran  | Steven Moffat | 23 de novembro de 2013 | 12,80                              | 88 |
| 241      | 2        | "The Time of the Doctor" "A Hora do Doutor" | Jaime Payne  | Steven Moffat | 25 de dezembro de 2013 | 11,14                              | 83 |

### Décimo segundo Doutor

#### 8.ª temporada (2014)
| História | Episódio | Título                                                         | Dirigido por      | Escrito por                    | Exibição original      | Audiência no Reino Unido (milhões) | AI |
| -------- | -------- | -------------------------------------------------------------- | ----------------- | ------------------------------ | ---------------------- | ---------------------------------- | -- |
| 242      | 1        | "Deep Breath" "Respire Fundo"                                  | Ben Wheatley      | Steven Moffat                  | 23 de agosto de 2014   | 9,17                               | 82 |
| 243      | 2        | "Into the Dalek" "Dentro do Dalek"                             | Ben Wheatley      | Phil Ford e Steven Moffat      | 30 de agosto de 2014   | 7,29                               | 84 |
| 244      | 3        | "Robot of Sherwood" "O Robô de Sherwood"                       | Paul Murphy       | Mark Gatiss                    | 6 de setembro de 2014  | 7,28                               | 82 |
| 245      | 4        | "Listen" "Escute"                                              | Douglas Mackinnon | Steven Moffat                  | 13 de setembro de 2014 | 7,01                               | 82 |
| 246      | 5        | "Time Heist" "O Roubo do Tempo"                                | Douglas Mackinnon | Steve Thompson e Steven Moffat | 20 de setembro de 2014 | 6,99                               | 84 |
| 247      | 6        | "The Caretaker" "O Zelador"                                    | Paul Murphy       | Gareth Roberts e Steven Moffat | 27 de setembro de 2014 | 6,82                               | 83 |
| 248      | 7        | "Kill the Moon" "Matando a Lua"                                | Paul Wilmshurst   | Peter Harness                  | 4 de outubro de 2014   | 6,91                               | 82 |
| 249      | 8        | "Mummy on the Orient Express" "A Múmia no Expresso do Oriente" | Paul Wilmshurst   | Jamie Mathieson                | 11 de outubro de 2014  | 7,11                               | 85 |
| 250      | 9        | "Flatline" "Os Achatados"                                      | Douglas Mackinnon | Jamie Mathieson                | 18 de outubro de 2014  | 6,71                               | 85 |
| 251      | 10       | "In the Forest of the Night" "Na Floresta da Noite"            | Sheree Folkson    | Frank Cottrell Boyce           | 25 de outubro de 2014  | 6,92                               | 83 |
| 252a     | 11       | "Dark Water" "Água Escura"                                     | Rachel Talalay    | Steven Moffat                  | 1 de novembro de 2014  | 7,34                               | 85 |
| 252b     | 12       | "Death in Heaven" "Morte no Paraíso"                           | Rachel Talalay    | Steven Moffat                  | 8 de novembro de 2014  | 7,60                               | 83 |

#### 9.ª temporada (2015)
| Especial (2014) |    |                                                         |                   |                                 |                        |      |    |
| 253             | —  | "Last Christmas" "O Último Natal"                       | Paul Wilmshurst   | Steven Moffat                   | 25 de dezembro de 2014 | 8,28 | 82 |
| Temporada       |    |                                                         |                   |                                 |                        |      |    |
| 254a            | 1  | "The Magician's Apprentice" "O Aprendiz do Mágico"      | Hettie Macdonald  | Steven Moffat                   | 19 de setembro de 2015 | 6,54 | 84 |
| 254b            | 2  | "The Witch's Familiar" "A Bruxa Familiar"               | Hettie Macdonald  | Steven Moffat                   | 26 de setembro de 2015 | 5,71 | 83 |
| 255a            | 3  | "Under the Lake" "No Fundo do Lago"                     | Daniel O’Hara     | Toby Whithouse                  | 3 de outubro de 2015   | 5,63 | 84 |
| 255b            | 4  | "Before the Flood" "Antes da Inundação"                 | Daniel O’Hara     | Toby Whithouse                  | 10 de outubro de 2015  | 6,05 | 83 |
| 256             | 5  | "The Girl Who Died" "A Garota Que Morreu"               | Ed Bazalgette     | Jamie Mathieson e Steven Moffat | 17 de outubro de 2015  | 6,56 | 82 |
| 257             | 6  | "The Woman Who Lived" "A Mulher Que Viveu"              | Ed Bazalgette     | Catherine Tregenna              | 24 de outubro de 2015  | 6,11 | 81 |
| 258a            | 7  | "The Zygon Invasion" "A Invasão Zygon"                  | Daniel Nettheim   | Peter Harness                   | 31 de outubro de 2015  | 5,76 | 82 |
| 258b            | 8  | "The Zygon Inversion" "A Inversão Zygon"                | Daniel Nettheim   | Peter Harness                   | 7 de novembro de 2015  | 6,03 | 84 |
| 259             | 9  | "Sleep No More" "Sem Dormir"                            | Justin Molotnikov | Mark Gatiss                     | 14 de novembro de 2015 | 5,61 | 78 |
| 260             | 10 | "Face the Raven" "Enfrentando o Corvo"                  | Justin Molotnikov | Sarah Dollard                   | 21 de novembro de 2015 | 6,05 | 84 |
| 261             | 11 | "Heaven Sent" "Enviado ao Paraíso"                      | Rachel Talalay    | Steven Moffat                   | 28 de novembro de 2015 | 6,19 | 80 |
| 262             | 12 | "Hell Bent" "Empenhado"                                 | Rachel Talalay    | Steven Moffat                   | 5 de dezembro de 2015  | 6,17 | 82 |
| Especial (2015) |    |                                                         |                   |                                 |                        |      |    |
| 263             | —  | "The Husbands of River Song" "Os Maridos de River Song" | Douglas Mackinnon | Steven Moffat                   | 25 de dezembro de 2015 | 7,69 | 82 |

#### 10.ª temporada (2017)
| Especial (2016) |    |                                                                    |                 |                               |                        |      |    |
| 264             | —  | "The Return of Doctor Mysterio" "O Retorno do Doutor Mysterio"     | Ed Bazalgette   | Steven Moffat                 | 25 de dezembro de 2016 | 7,83 | 82 |
| Temporada       |    |                                                                    |                 |                               |                        |      |    |
| 265             | 1  | "The Pilot" "O Piloto"                                             | Lawrence Gough  | Steven Moffat                 | 15 de abril de 2017    | 6,68 | 83 |
| 266             | 2  | "Smile" "Sorria"                                                   | Lawrence Gough  | Frank Cottrell-Boyce          | 22 de abril de 2017    | 5,98 | 83 |
| 267             | 3  | "Thin Ice" "Gelo Fino"                                             | Bill Anderson   | Sarah Dollard                 | 29 de abril de 2017    | 5,61 | 84 |
| 268             | 4  | "Knock Knock" "Toc Toc"                                            | Bill Anderson   | Mike Bartlett                 | 6 de maio de 2017      | 5,73 | 83 |
| 269             | 5  | "Oxygen" "Oxigênio"                                                | Charles Palmer  | Jamie Mathieson               | 13 de maio de 2017     | 5,27 | 83 |
| 270             | 6  | "Extremis"                                                         | Daniel Nettheim | Steven Moffat                 | 20 de maio de 2017     | 5,53 | 82 |
| 271             | 7  | "The Pyramid at the End of the World" "A Pirâmide no Fim do Mundo" | Daniel Nettheim | Peter Harness e Steven Moffat | 27 de maio de 2017     | 5,79 | 82 |
| 272             | 8  | "The Lie of the Land" "A Mentira da Terra"                         | Wayne Yip       | Toby Whithouse                | 3 de junho de 2017     | 4,82 | 82 |
| 273             | 9  | "Empress of Mars" "Imperatriz de Marte"                            | Wayne Yip       | Mark Gatiss                   | 10 de junho de 2017    | 5,02 | 83 |
| 274             | 10 | "The Eaters of Light" "Os Devoradores de Luz"                      | Charles Palmer  | Rona Munro                    | 17 de junho de 2017    | 4,73 | 81 |
| 275a            | 11 | "World Enough and Time" "Mundo e Tempo Suficientes"                | Rachel Talalay  | Steven Moffat                 | 24 de junho de 2017    | 5,00 | 85 |
| 275b            | 12 | "The Doctor Falls" "A Queda do Doutor"                             | Rachel Talalay  | Steven Moffat                 | 1 de julho de 2017     | 5,30 | 83 |
| Especial (2017) |    |                                                                    |                 |                               |                        |      |    |
| 276             | —  | "Twice Upon a Time" "Eram Duas Vezes"                              | Rachel Talalay  | Steven Moffat                 | 25 de dezembro de 2017 | 7,92 | 81 |

### Décima terceira Doutora

#### 11.ª temporada (2018)
| 277      | 1  | "The Woman Who Fell to Earth" "A Mulher que Caiu na Terra" (BR)         | Jamie Childs      | Chris Chibnall                    | 7 de outubro de 2018   | 10,96 | 83 |
| 278      | 2  | "The Ghost Monument" "O Monumento Fantasma" (BR)                        | Mark Tonderai     | Chris Chibnall                    | 14 de outubro de 2018  | 9,00  | 82 |
| 279      | 3  | "Rosa"                                                                  | Mark Tonderai     | Malorie Blackman e Chris Chibnall | 21 de outubro de 2018  | 8,41  | 83 |
| 280      | 4  | "Arachnids in the UK" "Aracnídeos no Reino Unido" (BR)                  | Sallie Aprahamian | Chris Chibnall                    | 28 de outubro de 2018  | 8,22  | 83 |
| 281      | 5  | "The Tsuranga Conundrum" "O Enigma de Tsuranga" (BR)                    | Jennifer Perrott  | Chris Chibnall                    | 4 de novembro de 2018  | 7,76  | 79 |
| 282      | 6  | "Demons of the Punjab" "Demônios de Punjab" (BR)                        | Jamie Childs      | Vinay Patel                       | 11 de novembro de 2018 | 7,48  | 80 |
| 283      | 7  | "Kerblam!"                                                              | Jennifer Perrott  | Pete McTighe                      | 18 de novembro de 2018 | 7,46  | 81 |
| 284      | 8  | "The Witchfinders" "Os Caçadores de Bruxas" (BR)                        | Sallie Aprahamian | Joy Wilkinson                     | 25 de novembro de 2018 | 7,21  | 81 |
| 285      | 9  | "It Takes You Away" "Abandonada" (BR)                                   | Jamie Childs      | Ed Hime                           | 2 de dezembro de 2018  | 6,42  | 80 |
| 286      | 10 | "The Battle of Ranskoor Av Kolos" "A Batalha de Ranskoor Av Kolos" (BR) | Jamie Childs      | Chris Chibnall                    | 9 de dezembro de 2018  | 6,65  | 79 |
| Especial |    |                                                                         |                   |                                   |                        |       |    |
| 287      | –  | "Resolution" "Resolução" (BR)                                           | Wayne Yip         | Chris Chibnall                    | 1 de janeiro de 2019   | 7,13  | 80 |

#### 12.ª temporada (2020)
| 288a     | 1  | "Spyfall, Part 1" "Spyfall Parte 1" (BR)                                  | Jamie Magnus Stone | Chris Chibnall                  | 1 de janeiro de 2020    | 6,89 | 82 |
| 288b     | 2  | "Spyfall, Part 2" "Spyfall Parte 2" (BR)                                  | Lee Haven Jones    | Chris Chibnall                  | 5 de janeiro de 2020    | 6,07 | 82 |
| 289      | 3  | "Orphan 55" "Órfão 55" (BR)                                               | Lee Haven Jones    | Ed Hime                         | 12 de janeiro de 2020   | 5,38 | 77 |
| 290      | 4  | "Nikola Tesla's Night of Terror" "A Noite de Terror de Nikola Tesla" (BR) | Nida Manzoor       | Nina Metivier                   | 19 de janeiro de 2020   | 5,20 | 79 |
| 291      | 5  | "Fugitive of the Judoon" "Fugindo dos Judoon" (BR)                        | Nida Manzoor       | Vinay Patel e Chris Chibnall    | 26 de janeiro de 2020   | 5,57 | 83 |
| 292      | 6  | "Praxeus"                                                                 | Jamie Magnus Stone | Pete McTighe e Chris Chibnall   | 2 de fevereiro de 2020  | 5,22 | 78 |
| 293      | 7  | "Can You Hear Me?" "Pode Me Ouvir?" (BR)                                  | Emma Sullivan      | Charlene James e Chris Chibnall | 8 de fevereiro de 2020  | 4,90 | 78 |
| 294      | 8  | "The Haunting of Villa Diodati" "A Assombração da Villa Diodati" (BR)     | Emma Sullivan      | Maxine Alderton                 | 16 de fevereiro de 2020 | 5,07 | 80 |
| 295a     | 9  | "Ascension of the Cybermen" "Ascensão dos Cybermen" (BR)                  | Jamie Magnus Stone | Chris Chibnall                  | 23 de fevereiro de 2020 | 4,99 | 81 |
| 295b     | 10 | "The Timeless Children" "As Crianças Atemporais" (BR)                     | Jamie Magnus Stone | Chris Chibnall                  | 1 de março de 2020      | 4,69 | 82 |
| Especial |    |                                                                           |                    |                                 |                         |      |    |
| 296      | –  | "Revolution of the Daleks" "Revolução dos Daleks" (BR)                    | Lee Haven Jones    | Chris Chibnall                  | 1 de janeiro de 2021    | 6,36 | 79 |

#### 13.ª temporada (2021)
| História | Episódio | Título                                                 | Dirigido por       | Escrito por                      | Exibição original      | Audiência no Reino Unido (milhões) | AI |
| -------- | -------- | ------------------------------------------------------ | ------------------ | -------------------------------- | ---------------------- | ---------------------------------- | -- |
| 297a     | 1        | "The Halloween Apocalypse" "O Apocalipse do Halloween" | Jamie Magnus Stone | Chris Chibnall                   | 31 de outubro de 2021  | 5,81                               | 76 |
| 297b     | 2        | "War of the Sontarans" "A Guerra dos Sontarans"        | Jamie Magnus Stone | Chris Chibnall                   | 7 de novembro de 2021  | 5,13                               | 77 |
| 297c     | 3        | "Once, Upon Time" "Era Uma Vez No Tempo"               | Azhur Saleem       | Chris Chibnall                   | 14 de novembro de 2021 | 4,70                               | 75 |
| 297d     | 4        | "Village of the Angels" "O Vilarejo dos Anjos"         | Jamie Magnus Stone | Chris Chibnall e Maxine Alderton | 21 de novembro de 2021 | 4,57                               | 79 |
| 297e     | 5        | "Survivors of the Flux" "Sobreviventes do Fluxo"       | Azhur Saleem       | Chris Chibnall                   | 28 de novembro de 2021 | 4,83                               | 77 |
| 297f     | 6        | "The Vanquishers" "Os Conquistadores"                  | Azhur Saleem       | Chris Chibnall                   | 5 de dezembro de 2021  | 4,64                               | 76 |

#### Especiais de 2022
| História | Episódio | Título                                                   | Dirigido por       | Escrito por                | Exibição original     | Audiência no Reino Unido (milhões) | AI |
| -------- | -------- | -------------------------------------------------------- | ------------------ | -------------------------- | --------------------- | ---------------------------------- | -- |
| 298      | 1        | "Eve of the Daleks" "A Noite dos Daleks"                 | Annetta Laufer     | Chris Chibnall             | 1 de janeiro de 2022  | 4,30                               | 77 |
| 299      | 2        | "Legend of the Sea Devils" "A Lenda dos Demônios do Mar" | Haolu Wang         | Chris Chibnall e Ella Road | 17 de abril de 2022   | 3,47                               | 76 |
| 300      | 3        | "The Power of the Doctor" "O Poder da Doutora"           | Jamie Magnus Stone | Chris Chibnall             | 23 de outubro de 2022 | 5,30                               | 82 |

### Décimo quarto Doutor

#### Especiais de 2023
| História | Episódio | Título original (Título no Brasil) (Título em Portugal)        | Dirigido por   | Escrito por      | Exibição original      | Audiência no Reino Unido (milhões) | AI |
| -------- | -------- | -------------------------------------------------------------- | -------------- | ---------------- | ---------------------- | ---------------------------------- | -- |
| 301      | 1        | "The Star Beast" "A Fera Estelar" (BR) "A Fera Celestial" (PT) | Rachel Talalay | Russell T Davies | 25 de novembro de 2023 | 7,61                               | 84 |
| 302      | 2        | "Wild Blue Yonder" "A Imensidão Azul" (BR/PT)                  | Tom Kingsley   | Russell T Davies | 2 de dezembro de 2023  | 7,14                               | 83 |
| 303      | 3        | "The Giggle" "Risadinha" (BR) "O Riso" (PT)                    | Chanya Button  | Russell T Davies | 9 de dezembro de 2023  | 6,85                               | 85 |

### Décimo quinto Doutor

#### 14.ª temporada (2024)
| Especial (2023) |   |                                                                    |                       |                             |                        |      |    |
| 304             | — | "The Church on Ruby Road" "A Igreja da Rua Ruby" (BR/PT)           | Mark Tonderai         | Russell T Davies            | 25 de dezembro de 2023 | 7,49 | 82 |
| Temporada       |   |                                                                    |                       |                             |                        |      |    |
| 305             | 1 | "Space Babies" "Bebês do Espaço" (BR) "Bebés Espaciais" (PT)       | Julie Anne Robinson   | Russell T Davies            | 11 de maio de 2024     | 4,01 | 75 |
| 306             | 2 | "The Devil's Chord" "O Som do Diabo" (BR) "O Acorde do Diabo" (PT) | Ben Chessell          | Russell T Davies            | 11 de maio de 2024     | 3,91 | 77 |
| 307             | 3 | "Boom" "Boom" (BR) "Bum" (PT)                                      | Julie Anne Robinson   | Steven Moffat               | 18 de maio de 2024     | 3,58 | 78 |
| 308             | 4 | "73 Yards" "73 Jardas" (BR/PT)                                     | Dylan Holmes Williams | Russell T Davies            | 25 de maio de 2024     | 4,06 | 77 |
| 309             | 5 | "Dot and Bubble" "Ponto e Bolha" (BR) "Dot e Bubble" (PT)          | Dylan Holmes Williams | Russell T Davies            | 1 de junho de 2024     | 3,38 | 77 |
| 310             | 6 | "Rogue" "Ladino" (BR) "Rogue" (PT)                                 | Ben Chessell          | Kate Herron e Briony Redman | 8 de junho de 2024     | 3,52 | 77 |
| 311a            | 7 | "The Legend of Ruby Sunday" "A Lenda de Ruby Sunday" (BR/PT)       | Jamie Donoughue       | Russell T Davies            | 15 de junho de 2024    | 3,50 | 81 |
| 311b            | 8 | "Empire of Death" "Império da Morte" (BR/PT)                       | Jamie Donoughue       | Russell T Davies            | 22 de junho de 2024    | 3,69 | 80 |

#### 15.ª temporada (2025)
| Especial (2024) |   |                                                                          |                    |                                         |                        |      |     |
| 312             | — | "Joy to the World" "Joy para o Mundo" (BR)                               | Alex Sanjiv Pillai | Steven Moffat                           | 25 de dezembro de 2024 | 5,91 | 76  |
| Temporada       |   |                                                                          |                    |                                         |                        |      |     |
| 313             | 1 | "The Robot Revolution" "A Revolução Robô" (BR)                           | Peter Hoar         | Russell T Davies                        | 12 de abril de 2025    | 3,57 | ASA |
| 314             | 2 | "Lux"                                                                    | Amanda Brotchie    | Russell T Davies                        | 19 de abril de 2025    | 3,00 | ASA |
| 315             | 3 | "The Well" "O Poço" (BR)                                                 | Amanda Brotchie    | Russell T Davies e Sharma Angel-Walfall | 26 de abril de 2025    | 3,23 | ASA |
| 316             | 4 | "Lucky Day" "Dia de Sorte" (BR)                                          | Peter Hoar         | Pete McTighe                            | 3 de maio de 2025      | 2,80 | ASA |
| 317             | 5 | "The Story & the Engine" "A História e o Motor" (BR)                     | Makalla McPherson  | Inua Ellams                             | 10 de maio de 2025     | 2,70 | ASA |
| 318             | 6 | "The Interstellar Song Contest" "O Festival Interestelar da Canção" (BR) | Ben A. Williams    | Juno Dawson                             | 17 de maio de 2025     | 3,75 | ASA |
| 319a            | 7 | "Wish World" "Mundo do Desejo" (BR)                                      | Alex Sanjiv Pillai | Russell T Davies                        | 24 de maio de 2025     | 2,86 | ASA |
| 319b            | 8 | "The Reality War" "A Guerra da Realidade" (BR)                           | Alex Sanjiv Pillai | Russell T Davies                        | 31 de maio de 2025     | 3,44 | ASA |

### Futuro
Uma 16.ª temporada com Russell T Davies como showrunner já estava sendo planejada em novembro de 2023. Até junho do ano seguinte, ele já trabalhava no quarto roteiro da temporada, apesar de ela ainda não ter sido oficialmente encomendada, com as gravações inicialmente previstas para o início de 2025. Ncuti Gatwa fez declarações semelhantes sobre o cronograma de filmagens em um episódio do The Graham Norton Show, mas esses comentários foram editados antes da transmissão pública. A BBC posteriormente afirmou que uma decisão oficial sobre temporadas futuras seria tomada após a exibição da 15.ª temporada, mencionando também que o contrato original com o Disney+ previa 26 episódios. O futuro do programa como um todo, bem como o envolvimento da Disney, tem sido alvo de muita especulação. Caso seja produzida, há relatos de que uma 16.ª temporada provavelmente não iria ao ar antes de 2027. Pouco antes da exibição da 15.ª temporada, Davies, no programa Newsround da CBBC, sugeriu que qualquer hiato, se ocorresse, provavelmente seria longo, afirmando: "Às vezes pode haver uma pausa, e durante essa pausa, os telespectadores do Newsround de agora vão crescer alguns anos e começar a escrever histórias — e eles trarão a série de volta".